# Љубав у Савамали (позоришна представа)
Љубав у Савамали је позоришна представа рађена по сценарију Ивана Лалића и у режији Даријана Михајловића. Главна тема је мигрантска криза, која је приказана истичући комичне и мелодрамске елементе. Премијерно је изведена 16. новембра 2018. године на сцени Звездара театра. Представа је јубиларно изведена педесети пут 10. децембра 2022. године.

## Радња
Савамала је некада била пристаниште за странце у Београду и прва ствар коју су имали прилику да виде по доласку у Београд. Ту су се налазиле и аутобуска и железничка станица, а кроз историју Савамала је била и граница према Аустроугарској монархији. У Савамали се налазило и прво стално позориште у Београду, Театар на Ђумруку или на царини. Богата историје Савамале је била инспирација за ову представу и представа прати дешавања људи који су миграцијама дошли у Београд, невоље кроз које пролазе, али и планове за даљи живот. 

## Награде
Представа је освојила две значајне награде. Награду за најбољи савремени домаћи комедиографски текст освојио је Иван Лалић на 48. „Данима комедије" у Јагодини, 2019. године. На истом фестивалу Милан Васић је освојио статуету „Ћуран" за најбоље глумачко остварење.

## Улоге
| Глумац                      | Улога  |
| --------------------------- | ------ |
| Милош Ђорђевић              | Лука   |
| Елизабета Ђоревска          | Вера   |
| Мина Совтић, Миона Марковић | Сара   |
| Бранко Видаковић            | Богдан |
| Милан Васић                 | Ахмед  |
| Лена Богдановић             | Лизет  |
| Никола Шурбановић           | Стојан |

## Екипа
- Писац: Иван Лалић
- Редитељ: Даријан Михајловић
- Сценограф: Весна Поповић
- Костимограф: Лидија Јовановић
- Музика: Бојан Стојчетовић
- Продуцент: Драгиша Ћургуз
- Асистент редитеља: Марко Челебић
- Асистент сценографа: Тамара Бранковић
- Асистент костимографа: Ива Кујунџић
- Инспицијент: Душко Ашковић
- Дизајнери светла: Радован Самолов и Владимир Радојевић
- Дизајнери тона: Новак Ашковић и Стефан Анђелић
- Шминкери: Маријана Голубовић и Бранислава Илић
- Реквизитер: Никола Радовановић
- Гардеробери: Јелена Дуњић и Лидија Николић
- Фотограф:Никола Вукелић